# Långtjärnen (Jörns socken, Västerbotten, 724985-169947)
Långtjärnen är en sjö i Skellefteå kommun i Västerbotten och ingår i Byskeälvens huvudavrinningsområde. Långtjärnen ligger i Byskeälven Natura 2000-område.